# 化學銑切
化學銑切是把零件浸入腐蚀溶液中，对裸露的表面进行腐蚀的加工工艺，主要用於金屬。

## 应用

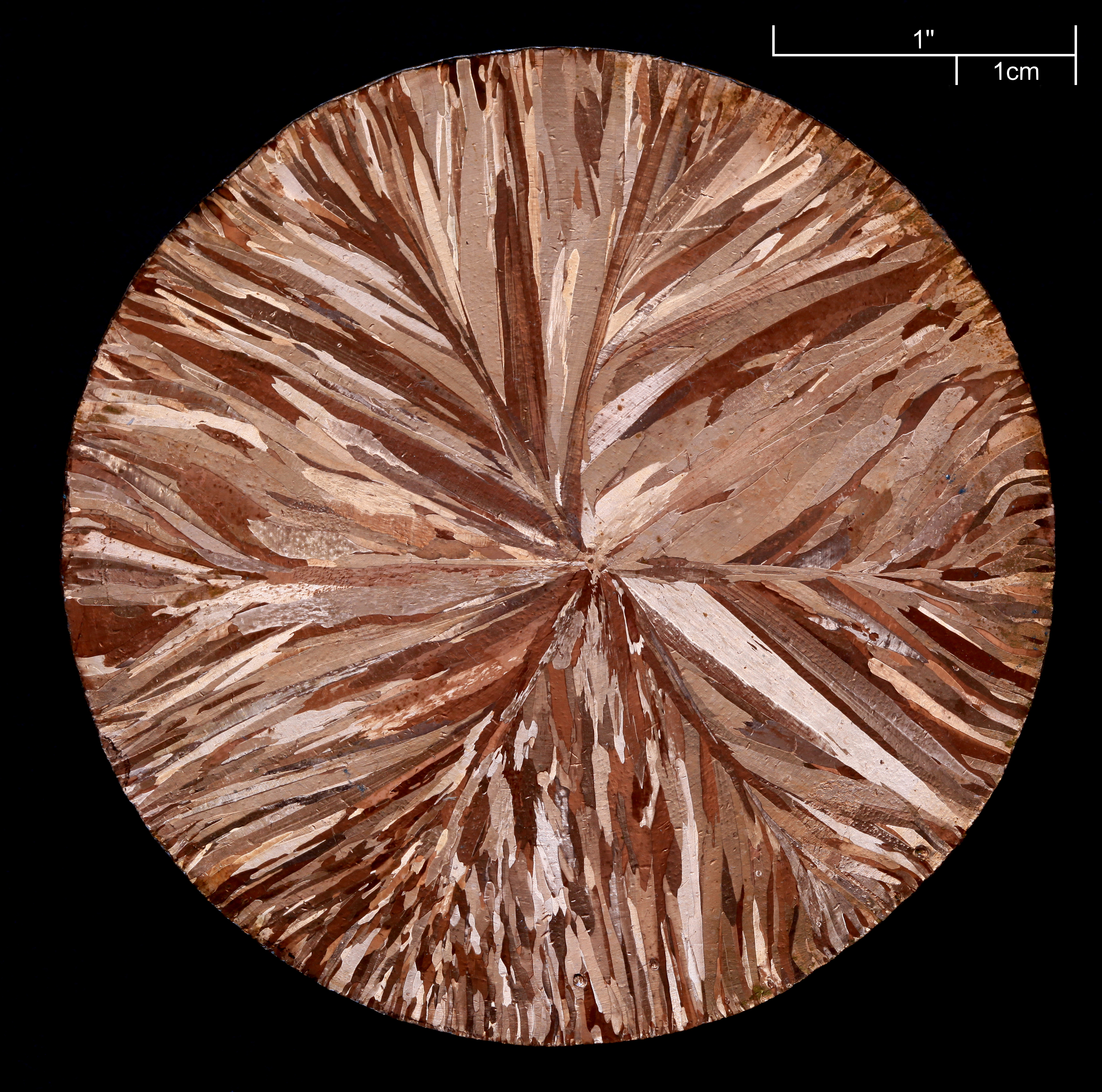
铜

蝕刻在半導體製造工業中，用於製造集成電路；在航空航天工業中使用，可以在表面铣出凹坑、网格、筋条的薄壁件。 

## 过程
化學銑切有五個步驟：清潔、掩蔽、劃線、蝕刻和解蔽。

## 常見的腐蝕劑
对于铝材可使用氢氧化钠。
对于钢材可使用鹽酸和硝酸；对不锈钢可使用氯化铁；对低碳钢可使用硝酸乙醇（由硝酸和乙醇，甲醇，或甲基化酒精组成的混合物）。普通碳素鋼常用2％的硝酸酒精。
對於銅材可使用氯化銅、氯化鐵、過硫酸銨、氨、25-50％的硝酸、鹽酸和過氧化氫的混合物等。